# Béďa rošťák
Béďa rošťák je český animovaný televizní seriál z roku 1994 vysílaný v rámci Večerníčku. Scénář napsal Edgar Dutka. Kameře se věnoval Jiří Větroň. Režii obstaral Zdeněk Smetana. Bylo natočeno 7 epizod, každá trvala 7 minut.

## Seznam dílů
1. Nalezenec
2. Proč se musíme umývat
3. Proč musíme vstávat
4. Proč musíme cvičit
5. Proč musíme hrát na basu
6. Proč si musíme pomáhat
7. Béďa zlaté srdce